# Obed Itani Chilume Stadium
Das Obed Itani Chilume Stadium ist ein Fußballstadion mit Leichtathletikanlage in der zweitgrößten botswanischen Stadt Francistown, North East District. Es ist die Heimspielstätte des Fußballvereins TAFIC FC Francistown. Auch der Chadibe North FC und der Sua Flamingoes FC nutzen die Anlage für Spiele. Das unüberdachte Stadion bietet auf den vier Rängen 26.000 Plätze und ist größer als das Botswana National Stadium in der Hauptstadt Gaborone. Südlich liegt nahe der Phillip Gaonwe Matante International Airport von Francistown.

## Geschichte

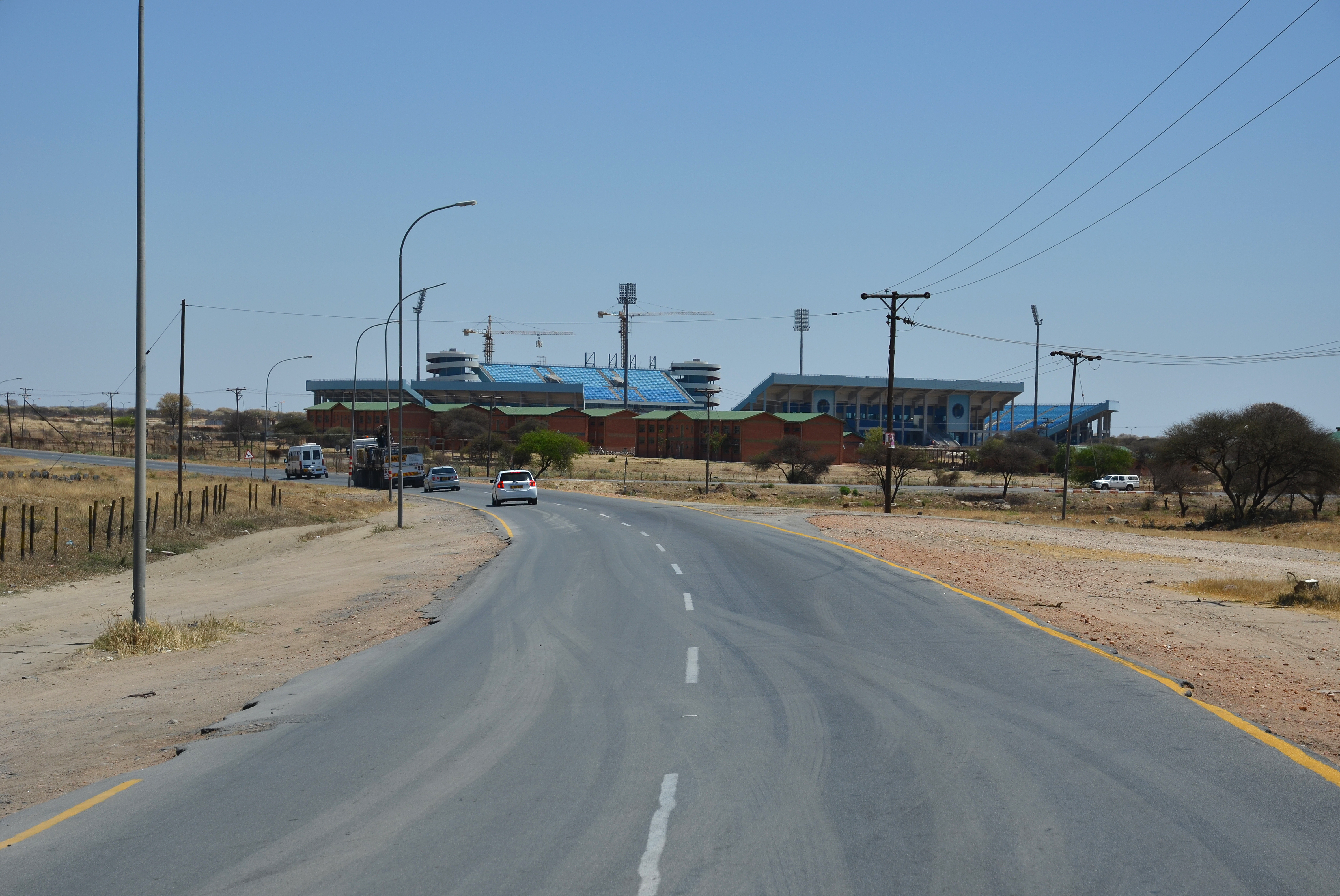
Blick von Südost auf die Baustelle der Anlage (September 2014)

Am 6. August 2015 wurde es als Francistown Sports Complex eröffnet. Der Bau kostete 90 Millionen Pula (rund 5,7 Millionen Euro). Am 11. Oktober 2019 erhielt es durch Staatspräsident Mokgweetsi Masisi den Namen Obed Itani Chilume Stadium, zu Ehren des Politikers und Lehrers Obed Itani Chilume (* 1933).
Es beheimatete u. a. am 5. September 2015 das Qualifikationsspiel der Gruppe D zwischen Botswana und Burkina Faso zum Afrika-Cup 2017. Botswana gewann mit 1:0.